# Итальянцы в Словакии
Итальянцы в Словакии (словац. Taliani na Slovensku, итал. Italiani in Slovacchia) считаются одним из национальных меньшинств. Согласно переписи населения 2011 года, в Словакии проживало 687 человек итальянского происхождения (из них 65 человек родились в Словакии), которые формально были включены в «прочие» национальности (9825 человек). В ходе переписи населения 551 человек назвал своим родным языком итальянский, 2033 человека общаются на итальянском на работе и в школе, а ещё 1436 человек говорят дома на итальянском.

## История
В Позднее Средневековье, когда Словакия находилась под властью Венгрии, итальянцы играли большую роль среди людей, говоривших на романских языках. В отличие от уроженцев Валлонии, селившихся в городе Эгер, областях Токай-Хедьялья и Срем, итальянцы переселялись в Венгрию время от времени. Итальянское происхождение было у королей Венгрии Андраша III (Венеция) и Карла Роберта (Неаполь), у многих строителей, учёных, художников, купцов и представителей буржуазии. В XIV веке в Венгрии и Словакии появилось большое количество выходцев с Апеннинского полуострова, занимавшихся коммерцией (горнодобывающая, соляная промышленность, чеканка монет); появились округа и развивалась налоговая система.
Появление итальянцев в Кошице связано с созданием шахт и банков. На рубеже XIV—XV веков, согласно документам, в городе появились «галики» (словац. Galiki) — выходцы романского происхождения, большую часть которых составляли итальянцы. В 1406 году итальянцы появились в кошицком магистрате; также у них было собственное самоуправление, действовавшее за пределами городских укреплений Кошице, как в Венеции. Помимо Кошице, итальянцы селились в Кремнице и Смолнике. Среди выдающихся аристократических семей венгерско-итальянского происхождения выделяются Другеты из Салерно (проживали в Восточной Словакии в Гуменне, крупные землевладельцы), Венты из Флоренции (братиславские бюргеры) и Бардио (банкиры из Флоренции, в честь которых назвали разновидность динара — барди). Итальянцы, однако, были быстро ассимилированы в венгерском обществе. Из выдающихся словацких семей итальянского происхождения выделяются Францисци (основатель — Ян Францисци-Римавский), Ботто (основатель — Ян Ботто), Лафранкони и Дибарбора. В Новое время ключевую роль в Словакии играли итальянские строители, которые строили защитные сооружения, а после отступления Османской империи от австрийских границ занимались сооружением культовых сооружений и иных зданий в Венгрии и Словакии.
В ходе переписи населения в Австро-Венгрии в 1910 году в четырёх словацких населённых пунктах были зарегистрированы жители с итальянским в качестве родного языка. Всего в двух населённых пунктах их доля превысила более 1%. Общее число италоговорящих составило 213 человек:
- Жилина — 75 человек (0,82% всего населения)
- Братислава — 65 человек (0,08% всего населения)
- Девин (район Братиславы) — 21 человек (1,02% всего населения)
- Вышне Ружбахи — 52 человека (7,07% всего населения)